# Комитет общественной безопасности (Польша)
Комитет по делам общественной безопасности (пол. Komitet do spraw Bezpieczeństwa Publicznego; KdsBP) — польская спецслужба и орган политического сыска 1954—1956. Был создан на базе упразднённого Министерства общественной безопасности, унаследовал его кадры и репрессивные функции, но в значительно меньших масштабах. Существовал в переходный период перед началом активной польской десталинизации — Гомулковской оттепели. Упразднён при создании Службы безопасности в структуре МВД ПНР.

## Контекст
5 марта 1953 умер Иосиф Сталин. 26 июня арестован, 23 декабря расстрелян Лаврентий Берия вместе с шестью видными чинами советский госбезопасности. 19 декабря 1954 расстреляны ещё четверо генералов, в том числе Виктор Абакумов. В СССР начался демонтаж системы ГУЛАГа, прекратились массовые репрессии, проведена масштабная амнистия, открылся процесс реабилитации. Министерство госбезопасности включено в состав МВД. В марте 1954 учреждён КГБ при Совмине СССР с урезанными полномочиями. В Советском Союзе происходили очевидные политические перемены. Эти события не могли не затронуть страны Восточной Европы, в том числе Польшу.
В высшем руководстве ПОРП и ПНР ослабли позиции ортодоксальных сталинистов, опиравшихся на репрессивные органы. Начались партийные, служебные, а вскоре и уголовные расследования «нарушений соцзаконности». Прежде всего они коснулись органа политических репрессий — Министерства общественной безопасности (MBP, МОБ; польский аналог НКВД—МГБ). Крупнейшим скандалом, подорвавшим позиции МОБ и поставившим вопрос о его дальнейшем существовании, стал побег в Западный Берлин хорошо информированного подполковника Святло в декабре 1953.
14 декабря 1954 Госсовет ПНР принял решение о расформировании МОБ. Глава МОБ Станислав Радкевич назначался министром сельского хозяйства. Его заместитель генерал Ромоковский, начальники отделов полковник Ружаньский и полковник Фейгин вскоре были арестованы и осуждены по обвинениям в произвольных арестах и применении пыток.
Поддержание правопорядка и соответствующие структуры (прежде всего гражданская милиция) передавались в МВД, тюремно-лагерная система — в Министерство юстиции. Для разведки, контрразведки и политического сыска учреждался Комитет по делам общественной безопасности (KdsBP, КОБ).

## Статус и задачи
Декрет Госсовета ПНР о создании Комитета общественной безопасности был издан 7 декабря 1954. В тот же день премьер-министр Юзеф Циранкевич подписал соответствующее постановление Совета министров. Формировался КОБ в пониженном статусе — не министерском, а при Совете министров ПНР. Председателем КОБ был назначен член Политбюро ЦК ПОРП и вице-премьер ПНР Владислав Двораковский — партийный функционер, ранее не имевший отношения к силовым структурам и спецслужбам.
Задачи и функции КОБ в принципе совпадали с МОБ: разведка, контрразведка, подавление враждебного подполья, пресечение действий враждебной эмиграции, борьба с немецким реваншизмом, защита экономики от диверсий и саботажа, получение информации политической, экономической и научно-технической информации из-за рубежа. Эти установки практически не отличались от МОБ и выдерживались в русле идеологии ПОРП: «капиталистические разведки», «реакционное подполье», «реакционная эмиграция» и т. д.
10 декабря 1954 Владислав Двораковский издал свой Приказ N 1, в котором говорилось об «устранении недостатков и перекосов» прежней деятельности МОБ. Он сказал об успехах аппарата безопасности в разгроме антикоммунистического вооружённого подполья и сторонников Станислава Миколайчика, отметил, что «классовый враг коварно маскирует свои заговоры», призвал к «бдительности, идеологической стойкости, безграничной преданности партии и социализму в борьбе с противником». В то же время Двораковский несколько раз отметил принцип «верховенства закона». 20 декабря 1954 Двораковский утвердил организационную структуру КОБ, в целом заимствованную от МОБ. Весной 1955 были изданы приказы, конкретизировавшие новую нумерацию структурных подразделений.

## Руководство и структура
Председателем КОБ являлся Владислав Дворковский. 30 марта 1956 его на несколько месяцев сменил военно-политический функционер Эдмунд Пщулковский. Первым заместителем председателя являлся член ЦК ПОРП Антоний Альстер, заместителями — полковники Витольд Сенкевич и Ян Птасиньский, секретарём — полковник Збигнев Пашковский.
Во главе структурных подразделений стояли
- Кабинет председателя — полковник Михал Джевецкий, майор Ежи Новаковский
- Инспекция при председателе — подполковник Эдвард Трач
- I департамент (разведка) — полковник Юзеф Чаплицкий
- II департамент (контрразведка) — подполковник Эдвард Лесьневский
- III департамент (борьба с подпольем) — полковник Юлия Бристигер
- IV департамент (защита экономики) — подполковник Ян Гурецкий
- V департамент (охрана транспорта) — полковник Ян Забавский, полковник Юзеф Юрковский, майор Данель Кубаевский
- VI департамент (контроль за церковью) — полковник Кароль Венцковский
- VII департамент (следственный) — полковник Юзеф Кратко, подполковник Рышард Матеевский
- VIII департамент (государственная охрана) — полковник Фаустин Гжибовский
- IX департамент (технические операции) — подполковник Михал Таборыский, полковник Кароль Венцковский
- X департамент (оперативный учёт и статистика) — полковник Ян Забавский
- Департамент коммуникаций — полковник Феликс Сучек, капитан Александр Богуславский
- Департамент кадров и обучения — полковник Миколай Орехва, майор Эдвард Матусяк
- Административно-хозяйственный департамент — подполковник Ян Лех
- Финансовый департамент — полковник Ян Киселов
- Бюро «А» (шифрование) — майор Антоний Боньский
- Бюро «B» (наружное наблюдение) — подполковник Юзеф Войцеховский, полковник Михал Джевецкий
- Бюро «W» (перлюстрация корреспонденции) подполковник Генрик Палька
- Специальный отдел «C» (военный) — капитан Александр Ялковский
- Институт оперативной техники — подполковник Валенты Числер
- Центральное квартирмейстерство — Генрик Савицкий (без звания)
- Комендатура — Винценты Малецкий (без звания)

Управления КОБ воеводского (WUdsBP) и повятского (PUdsBP) уровня, специальные повятские делегатуры (PDUdsBP) структурировались аналогично центральному аппарату с учётом местных особенностей. В аграрных районах могли выделяться особые подразделения по сельскому хозяйству, в судоходных — по морскому и речному транспорту, на возвращённых землях — по борьбе с немецким реваншизмом.
Постановлением Совмина ПНР от 3 сентября 1955 в состав КОБ была включена армейская спецслужба — Главное управление информации Народного Войска Польского. 14 сентября постановление завизировали председатель КОБ Владислав Двораковский, министр внутренних дел Владислав Виха и министр национальной обороны Константин Рокоссовский. Приказ подписали заместитель председателя КОБ Антоний Альстер и заместитель министра национальной обороны Станислав Поплавский. Главное информационное управление КОБ возглавлял полковник Кароль Бонковский.

## Деятельность
Почти все функционеры центральных и региональных органов КОБ происходили из МОБ и ранее участвовали в политических репрессиях. Многие сохранили прежние функции — например, такие крупные деятели карательного аппарата, как Чаплицкий или Бристигер. Однако деятельность КОБ развивалась в значительно меньших масштабах. Численность агентуры в первый год сократилась с 75 тысяч до 36 тысяч.
Наиболее известное проявление — участие управления безопасности во главе с майором Феликсом Двояком в подавлении Познанского восстания. Именно КОБ вызывал наибольшую ненависть протестующих. В ожесточённом столкновении у штаб-квартиры погибли десятки людей. Поручик Казимеж Грая и хорунжий Богдан Франковский были застрелены, капрал Зыгмунт Издебны забит насмерть.. Следователи КОБ проявляли особую жестокость к арестованным, практиковали избиения и пытки.

## Упразднение
21 октября 1956 — после XX съезда КПСС, разоблачения культа личности и смерти Болеслава Берута — первым секретарём ЦК ПОРП стал недавний политзаключённый Владислав Гомулка. Началась польская десталинизация, Гомулковская оттепель. Одним из её проявлений стала реформа органов госбезопасности. 28 ноября 1956 КОБ был упразднён, его функции переданы Службе безопасности в системе МВД ПНР.
Бывший председатель КОБ Двораковский был политическим противником Гомулки, видным деятелем сталинистской «фракции натолинцев». Впоследствии Двораковский примкнул к нелегальной Коммунистической партии Польши Казимежа Мияля.
С 1997 в Польше действует законодательство о люстрации, с 1998 — Институт национальной памяти, в задачи которого входит расследование коммунистических преступлений. Комитет общественной безопасности 1954—1956 годов отнесён к категории органов госбезопасности (карательных органов) тоталитарного режима, каковым признана бывшая ПНР. Структуры и функционеры КОБ подпадают под действие этих актов.